# Edith Bosch
Edith Bosch (Den Helder, 31 de mayo de 1980) es una deportista neerlandesa que compitió en judo.
Participó en cuatro Juegos Olímpicos, entre los años 2000 y 2012, obteniendo en total tres medallas: plata en Atenas 2004, bronce en Pekín 2008 y bronce en Londres 2012, en la categoría de –70 kg.
Ganó tres medallas en el Campeonato Mundial de Judo entre los años 2003 y 2011, y siete medallas en el Campeonato Europeo de Judo entre los años 2002 y 2012.

## Palmarés internacional
| Juegos Olímpicos   | Juegos Olímpicos        | Juegos Olímpicos  | Juegos Olímpicos |
| Año                | Lugar                   | Medalla           | Categoría        |
| ------------------ | ----------------------- | ----------------- | ---------------- |
| 2004               | Atenas (Grecia)         | Medalla de plata  | –70 kg           |
| 2008               | Pekín (China)           | Medalla de bronce | –70 kg           |
| 2012               | Londres (Reino Unido)   | Medalla de bronce | –70 kg           |
| Campeonato Mundial |                         |                   |                  |
| Año                | Lugar                   | Medalla           | Categoría        |
| 2003               | Osaka (Japón)           | Medalla de bronce | –70 kg           |
| 2005               | El Cairo (Egipto)       | Medalla de oro    | –70 kg           |
| 2011               | París (Francia)         | Medalla de plata  | –70 kg           |
| Campeonato Europeo |                         |                   |                  |
| Año                | Lugar                   | Medalla           | Categoría        |
| 2002               | Maribor (Eslovenia)     | Medalla de plata  | –70 kg           |
| 2004               | Bucarest (Rumania)      | Medalla de oro    | –70 kg           |
| 2005               | Róterdam (Países Bajos) | Medalla de oro    | –70 kg           |
| 2007               | Belgrado (Serbia)       | Medalla de bronce | –70 kg           |
| 2009               | Tiflis (Georgia)        | Medalla de bronce | –70 kg           |
| 2011               | Estambul (Turquía)      | Medalla de oro    | –70 kg           |
| 2012               | Cheliábinsk (Rusia)     | Medalla de oro    | –70 kg           |